# Vitreorana
Genre
Vitreorana est un genre d'amphibiens de la famille des Centrolenidae.

## Répartition
Les dix espèces de ce genre se rencontrent en Amérique du Sud.

## Liste des espèces
Selon Amphibian Species of the World (6 décembre 2015) :
- Vitreorana antisthenesi (Goin, 1963)
- Vitreorana baliomma Pontes, Caramaschi, & Pombal, 2014
- Vitreorana castroviejoi (Ayarzagüena & Señaris, 1997)
- Vitreorana eurygnatha (Lutz, 1925)
- Vitreorana franciscana Santana, Barros, Pontes, & Feio, 2015
- Vitreorana gorzulae (Ayarzagüena, 1992)
- Vitreorana helenae (Ayarzagüena, 1992)
- Vitreorana parvula (Boulenger, 1895)
- Vitreorana ritae (Lutz, 1952)
- Vitreorana uranoscopa (Müller, 1924)

## Étymologie
Le nom de ce genre est formé à partir du latin vitreum, la vitre, la glace, et du mot latin rana, la grenouille.

## Publication originale
- Guayasamin, Castroviejo-Fisher, Trueb, Ayarzagüena, Rada & Vilà, 2009 : Phylogenetic systematics of Glassfrogs (Amphibia: Centrolenidae) and their sister taxon Allophryne ruthveni. Zootaxa, no 2100, p. 1–97 (texte intégral).